# Ръководство на инквизитора
Ръководство на инквизитора (на латински: Directorium Inquisitorum) е ръководство за лов на вещици, съставено през втората половина на XIV век от арагонския инквизитор Николай Еймерик. Някои автори го определят като втората Библия (на инквизицията).